# 多価不飽和脂肪酸
多価不飽和脂肪酸（たかふほうわしぼうさん、英語：polyunsaturated fatty acid, PUFA）とは、不飽和結合を2つ以上持つ不飽和脂肪酸のことである。高度不飽和脂肪酸（こうど）、多不飽和脂肪酸、ポリエン脂肪酸ともいう。ω-9脂肪酸の一部とω-6脂肪酸とω-3脂肪酸、共役リノール酸が含まれる。
ω-6脂肪酸にはリノール酸、γ-リノレン酸 やアラキドン酸、ω-3脂肪酸のα-リノレン酸、エイコサペンタエン酸（EPA）、ドコサヘキサエン酸（DHA）などがある。このω-6系、ω-3系は動物には合成できないため、広義で必須脂肪酸となる。

## 解説

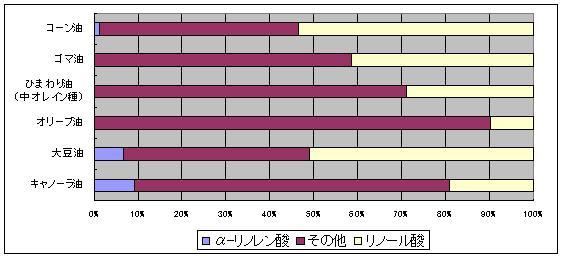
食用油の必須脂肪酸

多価不飽和脂肪酸が豊富な植物油は多く、リノール酸が豊富に含まれることが多いが、一部の植物油ではα-リノレン酸も豊富である。
ヒトを含めた動物の体内では原料となるω-3脂肪酸やω-6脂肪酸から、脂肪酸デサチュラーゼ等の酵素により脂肪酸の不飽和結合を増やしたり、炭素2個伸張してより不飽和度の高い多価不飽和脂肪酸を合成することができる。
細胞膜は流動性を持ち、脂質や膜タンパクは動いている。この流動性は膜の構成物質で決まる。たとえば、リン脂質を構成する脂肪酸の不飽和度（二重結合の数）に影響され、二重結合を持つ炭化水素が多いほど（二重結合があるとその部分で炭化水素が折れ曲がるので）リン脂質の相互作用が低くなり流動性は増すことになる。また、不飽和度が高まるほど相互作用が低くなり脂肪酸の融点は低くなる。
ω-3脂肪酸の多価不飽和脂肪酸であるDHAは、精液や脳、網膜のリン脂質に含まれる脂肪酸の主要な成分である。DHAの摂取は血中の中性脂肪量を減少させ、心臓病の危険を低減する。
ω-6脂肪酸の多価不飽和脂肪酸は、ヒトなどの哺乳類では、プロスタグランジン、トロンボキサン、ロイコトリエンなどの生理活性物質の合成前駆体となる。
必須脂肪酸の欠乏の過酷な条件下では、哺乳類はオレイン酸を伸長・非飽和にし、ω-9脂肪酸の多価不飽和脂肪酸であるミード酸(20:3, n−9)を作る。また、菜食主義者においても狭い範囲で起こる。

## ω-3脂肪酸
ω-3脂肪酸の多価不飽和脂肪酸。（一部）
| 慣用名                                  | 数値表現   | 組織名                                     |
| --------------------------------------- | ---------- | ------------------------------------------ |
| α-リノレン酸 (ALA)                      | 18:3 (n−3) | all-cis-9,12,15-オクタデカトリエン酸       |
| ステアリドン酸 (STD)                    | 18:4 (n−3) | all-cis-6,9,12,15-オクタデカテトラエン酸   |
| エイコサテトラエン酸 (ETA)              | 20:4 (n−3) | all-cis-8,11,14,17-エイコサテトラエン酸    |
| エイコサペンタエン酸 (EPA)              | 20:5 (n−3) | all-cis-5,8,11,14,17-エイコサペンタエン酸  |
| ドコサペンタエン酸 (DPA) クルパノドン酸 | 22:5 (n−3) | all-cis-7,10,13,16,19-ドコサペンタエン酸   |
| ドコサヘキサエン酸 (DHA)                | 22:6 (n−3) | all-cis-4,7,10,13,16,19-ドコサヘキサエン酸 |

## ω-6脂肪酸
ω-6脂肪酸の多価不飽和脂肪酸。（一部）
| 慣用名              | 数値表現   | 組織名                         |
| ------------------- | ---------- | ------------------------------ |
| リノール酸          | 18:2 (n−6) | 9,12-オクタデカジエン酸        |
| γ-リノレン酸        | 18:3 (n−6) | 6,9,12-オクタデカトリエン酸    |
| ジホモ-γ-リノレン酸 | 20:3 (n−6) | 8,11,14-エイコサトリエン酸     |
| アラキドン酸        | 20:4 (n−6) | 5,8,11,14-エイコサテトラエン酸 |

## ω-9脂肪酸
ω-9脂肪酸の多価不飽和脂肪酸である。ω-9脂肪酸には、オレイン酸など一価の不飽和脂肪酸も含まれる。
| 慣用名   | 数値表現   | 組織名                    |
| -------- | ---------- | ------------------------- |
| ミード酸 | 20:3 (n−9) | 5,8,11-エイコサトリエン酸 |

## 共役脂肪酸
共役リノール酸。（一部）
- ルーメン酸
- カレンジン酸
- ジャカル酸
- α-エレオステアリン酸
- β-エレオステアリン酸（英語版）
- カタルプ酸
- プニシック酸（英語版）
- α-パリナリン酸（英語版）
- ボセオペンタエン酸
- ステラヘプタエン酸

## 他
- ピノレン酸